# Susan Hoffman
Janet Susan Mary Hoffmann alias Viva (* 23. August 1938 in Thousand Islands, New York, USA) ist eine US-amerikanische Schauspielerin und ehemaliger „Andy-Warhol-Superstar“.

## Leben
Susan Hoffmann ist das älteste Kind aus einer konservativen Familie mit neun Geschwistern. Ihr Vater war ein prominenter Anwalt. Susan studierte in Paris an der Sorbonne. Ihre erste Begegnung mit Andy Warhol hatte sie auf der Verlobungsparty von Betsey Johnson und John Cale im legendären New Yorker Chelsea Hotel. Auf der Party bedrängte sie den Pop-Art-Künstler so lange, bis er ihr die Rolle in seinem nächsten Film zusagte. Bereits am nächsten Tag spielte sie in Warhols Streifen The Loves of Ondine mit (der erst ein Jahr später veröffentlicht wurde und von dem zunächst nur Teile im Film ★★★★ verwendet wurden). „VIVA!“ war geboren (den Namen hatte ihr Warhol verpasst) und verdrängte sogleich den amtierenden „Superstar“ Ultra Violet aus der Warholschen Factory. Viva! (das Ausrufezeichen löschte sie später aus ihrem Pseudonym) war von nun an (bis in die 1970er) in zahlreichen Warhol-Produktionen zu sehen. Nach etlichen Diskrepanzen mit Warhol (meist aufgrund von finanziellen Unstimmigkeiten) verließ sie die Factory und versuchte ihre Filmkarriere in die eigene Hand zu nehmen, was ihr nicht richtig gelang. Neben einigen mehr oder weniger erfolgreichen Rollen und Nebenrollen wurde es ruhig um den ehemaligen „Warhol-Superstar“. Viva heiratete 1970 den französischen Filmemacher Michel Auder (die Ehe ist mittlerweile geschieden), mit dem sie eine Tochter, die Schauspielerin Alexandra Auder, hat. Eine weitere Tochter, Gaby Hoffmann, ist ebenfalls Schauspielerin.

## Filmografie
- 1967: Bike Boy
- 1967: ★★★★
- 1967: Tub Girls
- 1967: Nude Restaurant
- 1968: The Loves Of Ondine
- 1968: Blue Movie
- 1969: Sam’s Song
- 1969: Lonesome Cowboys
- 1969: Asphalt-Cowboy (Midnight Cowboy)
- 1969: Lions Love von Agnès Varda
- 1972: Mach’s noch einmal, Sam (Play It Again, Sam)
- 1972: Ciao! Manhattan
- 1980: Flash Gordon
- 1982: Der Stand der Dinge
- 1984: Paris, Texas
- 1993: Der Mann ohne Gesicht
- 1995: Nico Icon